# Zuzubalândia
Zuzubalândia és una sèrie de televisió brasilera d'animació en Flash creat i dirigit per Mariana Caltabiano i que s'emet per Boomerang des del 25 de maig de 2018. Està basada en el llibre Jujubalândia i en el programa infantil homònim.

## Argument
La sèrie segueix la història d'una noia abella Zuzu i les seves amigues al regne de Zuzubalândia.

## Personatges
- Zuzu (Veu: Daniel Costa) el protagonista de la sèrie, una noia abella amb ulls verds, sabates Mary Jane negres i nas rosat.
- Brigadeiro (Veu: Hugo Picchi Neto) un home negre a qui li agrada lluitar boxa i judo.
- Laricão (Veu: Eduardo Jardim) un gos amb forma de frankfurt. Li agrada estirar-se i revolcar-se en pous de mostassa i quètxup. També és el millor amic de Brigadeiro.
- Pipoca (Veu: Luiza Porto): una noia inquieta que és la millor amiga de Zuzu. Li agrada parlar pel mòbil i enviar missatges als seus amics.
- Suspiro (Veu: Hugo Picchi Neto) un nen de 10 anys. És molt tímid i està enamorat de Pipoca.
- Garfídea (Veu: Bruna Guerin): una aranya porpra que és l'assistent de Bruxa.
- Fast Food (Veu: Daniel Costa): l'home més ràpid del món. És l'assistent i missatger del Rei Apetite.
- Maria Mole (Veu: Bruna Guerin): una noia molt mandrosa i lenta.
- Rei Apetite (Veu: Hugo Picchi Neto): el rei de Zuzubalândia. Té accent italià i la seva frase preferida és "Ma nacha Muzzarela".
- Sushiroco (Veu: Eduardo Jardim): un cuiner japonès. Viu a la vora de l'oceà. Treballa en un restaurant japonès i en un karaoke.
- Bruxa (Veu: Antoniela Canto): l'antagonista de la sèrie. Odia el menjar, l'alegria i el cant de la Zuzu.